# Alaca, Aydıntepe
Alaca là một xã thuộc huyện Aydıntepe, tỉnh Bayburt, Thổ Nhĩ Kỳ. Dân số thời điểm năm 2010 là 47 người.